# مارک آیدلشتاین
مارک آیدلشتاین (روسی: Марк Эйдельштейн؛ زادهٔ ۱۸ فوریهٔ ۲۰۰۲) بازیگر اهل روسیه است. وی از سال ۲۰۲۱ میلادی تاکنون مشغول فعالیت بوده است.
از فیلم‌ها یا برنامه‌های تلویزیونی که وی در آن نقش داشته است می‌توان به آنورا (این فیلم برنده نخل طلا شده است) اشاره کرد.
علت شهرت وی، بازیگری نقش اصلی در فیلم سرزمین ساشا بود که در هفتاد و دومین جشنواره بین‌المللی فیلم برلین نمایش یافت. ژورنالیست‌ها وی را تیموتی شالامی روسیه می‌خوانند.